# NGC 2610
NGC 2610 är en planetarisk nebulosa i stjärnbilden Vattenormen. Den upptäcktes år 1785 av William Herschel.